# Vladimir Drinfeld
Vladimir Gershonovich Drinfeld (em russo:  Владимир Гершонович Дринфельд, em ucraniano:  Володимир Гершонович Дрінфельд; Carcóvia, 14 de fevereiro de 1954) é um matemático ucraniano.
Recebeu a Medalha Fields de 1990.
Em 2016 foi eleito membro da Academia Nacional de Ciências dos Estados Unidos. Recebeu o Prêmio Wolf de Matemática de 2018 e o Prémio Shaw de 2023.

## Publicações selecionadas
- V. G. Drinfeld (1974). [Online Эллиптические модули] Verifique valor |url= (ajuda) (PDF) (em russo). 94 (136). [S.l.: s.n.] pp. 594–627
  - tradução para o inglês: V. G. Drinfeld (1974). Elliptic Modules. 23. [S.l.: s.n.] pp. 561–592. doi:10.1070/SM1974v023n04ABEH001731
- Elliptic modules. (russo) Mat. Sb. (N.S.) 94(136) (1974), 594–627, 656. übersetzt in Math. USSR-Sb. 23 (1974), no. 4, 561–592 (1976).
- Coverings of {\displaystyle p}-adic symmetric domains. (russo) Funkcional. Anal. i Priložen.  10  (1976), no. 2, 29–40.
- com Atiyah, Hitchin, Manin: Construction of instantons. Phys. Lett. A  65  (1978), no. 3, 185–187.
- Langlands' conjecture for {\displaystyle {\rm {GL}}(2)} over functional fields. Proceedings of the International Congress of Mathematicians (Helsinki, 1978), pp. 565–574, Acad. Sci. Fennica, Helsinki, 1980.
- com Sokolov: Lie algebras and equations of Korteweg-de Vries type. (Russisch) Current problems in mathematics, Vol. 24, 81–180, Itogi Nauki i Tekhniki, Akad. Nauk SSSR, Vsesoyuz. Inst. Nauchn. i Tekhn. Inform., Moscow, 1984.
- Hopf algebras and the quantum Yang-Baxter equation. (Russisch) Dokl. Akad. Nauk SSSR 283 (1985), no. 5, 1060–1064.
- A new realization of Yangians and of quantum affine algebras. (Russisch) Dokl. Akad. Nauk SSSR 296 (1987), no. 1, 13–17; übersetzt in Soviet Math. Dokl. 36 (1988),  no. 2, 212–216
- Quantum groups.  Proceedings of the International Congress of Mathematicians, Vol. 1, 2 (Berkeley, Calif., 1986),  798–820, Amer. Math. Soc., Providence, RI, 1987.
- Almost cocommutative Hopf algebras. (Russisch) Algebra i Analiz 1 (1989), no. 2, 30–46; übersetzt in Leningrad Math. J. 1 (1990), no. 2, 321–342
- Quasi-Hopf algebras. (Russisch) Algebra i Analiz 1 (1989), no. 6, 114–148;  übersetzt in Leningrad Math. J. 1 (1990), no. 6, 1419–1457
- On quasitriangular quasi-Hopf algebras and on a group that is closely connected with {\displaystyle {Gal}({\overline {\mathbb {Q} }}/{\mathbb {Q} })}. (Russisch)  Algebra i Analiz  2  (1990),  no. 4, 149–181; übersetzt in Leningrad Math. J. 2 (1991), no. 4, 829–860.
- DG quotients of DG categories. J. Algebra  272 (2004), no. 2, 643–691.
- com Beilinson: Chiral algebras. American Mathematical Society Colloquium Publications, 51. American Mathematical Society, Providence, RI, 2004. ISBN 0-8218-3528-9
- com Beilinson: Quantization of Hitchin's integrable system and Hecke eigensheaves, Preprint 1991, pdf
- com Gelaki, Nikshych, Ostrik: On braided fusion categories. I. Selecta Math. (N.S.) 16 (2010), no. 1, 1–119.